# Linfedema
El linfedema se refiere al tipo de edema producido por una obstrucción en los canales linfáticos del organismo. 
Tal situación se produce por la acumulación de la linfa (compuesta por un líquido claro rico en lípidos y fibroblastos) en los espacios intersticiales (área existente entre las distintas células de un tejido), dentro del tejido celular subcutáneo. 
Obedece por lo general a un fallo o a una insuficiencia en el sistema linfático, el cual trae como consecuencia el aumento del volumen de las extremidades en forma parcial o completa y la desaparición de los relieves que por debajo de la piel se aprecian. 
Hay que vigilarlo estrechamente en extirpación de la mama (por un tumor mamario) y linfadenectomía.

## Causas
Una acumulación de la linfa en algún punto del cuerpo provoca un linfedema, que a su vez puede ser primario o secundario.

### Linfedema primario
Ocurre cuando el sistema de conductos y/o ganglios linfáticos de una zona tiene dificultades o directamente es incapaz de transportar las proteínas grandes y otras moléculas para ser absorbidas de nuevo por el sistema venoso.

### Linfedema secundario
Es consecuencia de una cirugía o una radioterapia que hayan requerido la extirpación o la radiación de los ganglios linfáticos, provocando una posterior anomalía en el proceso de drenaje.

### Forma en que se desarrolla un linfedema
Los linfedemas por lo general se presentan en una gran variabilidad de formas.
Cuando se trata de linfedemas primarios, que por lo general obedecen a alguna alteración anatómica o congénita de los conductos linfáticos, la presentación puede incluso ser desde el nacimiento o la infancia, pero con más frecuencia aparecen a partir los 35 años, como consecuencia de un pequeño traumatismo o esguince en una extremidad. Por lo general comienza como un edema en tarso y tobillo.
Por su parte, los linfedemas secundarios se relacionan con la existencia de tumores que afectan a las cadenas ganglionares (próstata, ovario, mama,…) o con la extirpación quirúrgica o radioterapia de estos tumores y las zonas periféricas. Puede ser inmediata su aparición, aunque también se dan casos en que lo hacen muchos años después del tratamiento y sin un aparente motivo desencadenante.

## Diagnóstico
Si bien existen diferentes pruebas de imagen que facilitan el diagnóstico de un linfedema (como son la TAC, RNM, linfografía), hay consenso acerca de que la prueba que mayor información proporciona es la linfografía isotópica. Se trata de imágenes denominadas gammagrafías del sistema linfático.
Esta alternativa se encuentra dentro de la llamada medicina nuclear, que recurre a cantidades muy pequeñas de material radioactivo para diagnosticar o bien para tratar diferentes enfermedades, incluyendo muchos tipos de cáncer, enfermedades cardíacas y ciertas otras anomalías corporales. 
Se trata de procedimientos no invasivos que por lo general no llevan aparejados dolores. Las imágenes de medicina nuclear tienen la gran ventaja de aportar información precisa para la elaboración de diagnósticos. 
Para la elaboración de imágenes se recurre a radiofármacos, que son materiales radioactivos. Según el tipo de examen de que se trate, el radiofármaco podrá ser inyectado en una vena, ingerido en forma oral o inhalado como gas, aunque en general de forma ambulatoria. Finalmente, este material se acumula en el área del cuerpo que se pretende examinar y desde allí emite energía en forma de rayos gamma.
El proceso se completa cuando esta energía es detectada por un dispositivo llamado gammacámara, un escáner y/o sonda para PET (tomografía por emisión de positrones). Todos estos receptores trabajan en sintonía con una computadora que logra medir la cantidad de radiofármaco absorbido por el cuerpo, y sobre la base de ello genera imágenes especiales que proporcionan detalles tanto de la estructura como de la función de los órganos y tejidos. 
Se utiliza una pequeña aguja para inyectar el radiofármaco por debajo de la piel, o incluso a mayor profundidad. Tras un tiempo de espera para que el radiofármaco se disperse por el organismo y alcance las zonas deseadas (de 30 a 90 minutos), la gammacámara comenzará a registrar imágenes del área del cuerpo que se pretende monitorear. Incluso puede la cámara realizar algunos movimientos rotatorios alrededor del paciente, o en contrapartida, se le podrá pedir a éste que cambie de posición ante una cámara fija. El procedimiento puede afectar a personas que padecen claustrofobia, por lo cual es necesario informarlo previamente.
Con esta nueva tecnología se han logrado reemplazar procedimientos algo más complejos que eran los que anteriormente se utilizaban para evaluar el sistema linfático. Pero además permite determinar la diseminación de un cáncer hacia los ganglios linfáticos (linfangiografía). 

### Utilidades de la linfogammagrafía
- Identificar el ganglio linfático centinela o el primer ganglio linfático en recibir drenaje linfático de un tumor.
- Planificar una biopsia o cirugía que ayudará a evaluar la etapa del cáncer y crear un plan de tratamiento.
- Identificar puntos de bloqueo en el sistema linfático, tal como el flujo linfático en un brazo o pierna o linfedema.

## Tratamiento
La terapia física descongestiva compleja es considerada el tratamiento más eficaz contra el linfedema. Se trata de un conjunto de técnicas cuyo propósito es eliminar el edema y luego procurar normalizar la función del sistema linfático generando conductos “neolinfáticos”. Bajo esta terapia se incluyen diversos recursos que se combinan en un solo tratamiento.
- Drenaje Linfático Manual (DLM): Ayuda a disminuir el volumen del miembro, y favorece la creación de vías de drenaje alternativas.
- Cuidados de la piel: Procuran mantener la piel libre de infecciones que agraven el linfedema, dado que el tejido afectado tiene menos defensas.
- Cinesiterapia: Ejercicios físicos que mejoran la circulación de la linfa.
- Vendajes compresivos: Permiten mantener el efecto del drenaje linfático manual y favorecen la reabsorción del edema. En ocasiones los vendajes compresivos pueden ser sustituidos por manguitos de contención.
- Vendaje neuromuscular o Kinesiotape: Es una novedad en el tratamiento del linfedema.

### Drenaje linfático manual (D.L.M.)
Se trata de la activación manual del transporte líquido intersticial a través de los canales prelinfáticos y de la linfa a través de vasos linfáticos. Lo que se busca con el DLM es reproducir en forma manual aquellos movimientos que por alguna razón el sistema linfático ya no puede hacer por sí mismo. Con esto se pretende eliminar el edema y desarrollar potenciales nuevos conductos linfáticos en un área determinada o una extremidad. 
El DLM consiste en un masaje superficial, muy suave y lento. Por lo general se inicia en una zona alejada a la enferma, pero paulatinamente avanza hacia ella procurando lograr que los tejidos estén favorecidos para evacuar el edema distal hacia ellos, especialmente el acumulado en la piel y debajo de ella (el tejido celular subcutáneo, situado entre la piel y la capa muscular).
Son muchas las ventajas del DLM, tanto en sus efectos fisiológicos como los terapéuticos. Estos son algunos:
- Efecto Drenante: es el que se provoca por la salida del líquido de los espacios intersticiales, ya sea conduciéndolo por sus vasos naturales o bien desviándolo hacia otras áreas funcionales, creando nuevas anastomosis (conexiones entre distintos vasos) o abriendo vías existentes.
- Efecto Neurovegetativo: a nivel del sistema nervioso vegetativo o autónomo produce un efecto sedante y relajante, por acción sobre el sistema parasimpático.
- Efectos sobre la musculatura: tanto sobre el músculo liso como estriado. Actúa sobre la musculatura de la pared intestinal, favoreciendo el peristaltismo por lo que resulta de gran utilidad en el tratamiento del estreñimiento. Por otra parte, tiene efectos tonificantes sobre las paredes de las arterias y potencia el movimiento de los vasos linfáticos. Además ejerce una acción reguladora del tono muscular sobre la musculatura estriada.
- Efectos Inmunes: esto lo logra de modo indirecto, ya que al drenar mejor los tejidos asegura un eficiente flujo de estas células defensivas a todos los tejidos.

### Cuidados de la piel
La aparición de infecciones locales resulta sumamente amenazante para los pacientes de linfedemas. Esto es así debido a que pueden afectar y lesionar a los conductos linfáticos existentes y con ello agravar el linfedema. Por esa razón es tan necesario el cuidado de la piel, que obliga a vigilar diariamente si existen pequeñas lesiones cutáneas (padrastros, uñas encarnadas, cortes, foliculitis, pie de atleta, etc.) en la zona afectada, y que puedan ser puerta de entrada para infecciones. En tal situación, se hace imprescindible la inmediata toma de antibióticos.
Además el edema crónico produce sequedad de la piel, aparición de lesiones eccematosas, prurito (picores) y lesiones de rascado. Por esa razón es imprescindible una correcta y abundante hidratación de la extremidad en forma diaria para prevenir este tipo de complicaciones.

### Cinesiterapia
Parte del tratamiento contra los linfedemas implica la realización de ciertos ejercicios físicos, diseñados específicamente para actuar en tres niveles: 
1. Primer nivel. Buscarán vaciar las cadenas ganglionares próximas a los grandes colectores.
2. Segundo nivel. Incluye ejercicios que buscan mejorar el trabajo de la bomba muscular linfática y favorecen el drenaje a través del tejido intersticial.
3. Tercer nivel. Ayudan a movilizar las articulaciones y las zonas edematizadas. Además fortalecen la extremidad afectada.

A título general, cualquier ejercicio físico que favorezca el control del sobrepeso será favorable para quienes padecen linfedemas. Los más recomendables son la natación o aquagym y el Tai Chi. Sin embargo, se deberían evitar ejercicios como el aerobic o el trampolín, que pueden ocasionar daños. Por su parte, los chorros de agua fría también pueden ser beneficiosos para mejorar el linfedema.

### Vendajes compresivos
Resultan parte fundamental del tratamiento y control del linfedema, y se realizan ya sea con vendajes compresivos o con medias elásticas, con la recomendación general de que se utilicen los tejidos más finos que la compresión necesaria permita. Esto es así porque se deben evitar definitivamente zonas de estrangulamiento en la piel, y además garantizar que la compresión sea confortable y decreciente (mayor en pierna o antebrazo y menor en muslo o brazo).
Las vendas se utilizan mientras se realiza el drenaje linfático manual y deben ser colocadas por el fisioterapeuta tras la finalización de cada sesión y mantenidas durante el descanso nocturno. 
Las medias elásticas hechas a medida deben tener una compresión extra-fuerte (>60 mmHg). Al igual que las vendas, se utilizan al concluir la sesión de DLM. Por lo general su colocación puede ser dificultosa, sobre todo para pacientes mayores. Deben colocarse por la mañana, antes de levantarse de la cama y retirase al finalizar el día para sustituirlas por el vendaje compresivo. Por lo general, para la colocación de este último en forma correcta es necesaria la asistencia de una persona.

### Kinesiotape
Se trata de una técnica nacida hacia la década de 1970 en Corea y Japón. Se trata de una cinta elástica adhesiva fabricada con un grosor, peso y elasticidad similares al de la piel humana. Además de ser hipoalergénica, es resistente al agua y  elástica longitudinalmente. Fue desarrollada para facilitar los movimientos y simularlos durante el reposo, ayudando en la función muscular sin limitar los movimientos corporales.
Basada en el concepto de que la actividad muscular es imprescindible para recuperar la salud, la kinesiotape logra mejorar la circulación sanguínea y linfática, pero además tiene efectos analgésicos, mejora de la movilidad articular y normaliza el tono muscular. 
El mecanismo de actuación sobre el linfedema se genera al producir una elevación de la piel, creando más espacio en la zona del subcutáneo, donde se encuentran los vasos iniciales linfáticos (linfangiones), los capilares y diversos receptores aferentes y eferentes. Tal elevación disminuye de modo inmediato la presión, restableciendo la circulación sanguínea y la evacuación linfática. Pero además, el movimiento del paciente provoca que el kinesiotape realice un bombeo que estimula la circulación linfática durante todo el día.
La colocación del kinesiotape dependerá de la zona a tratar. No obstante, lo común es que se recurra a tiras largas y finas con una ligera tensión. Es muy importante la dirección de colocación de las tiras para favorecer el retorno linfático en el sentido correcto, procurando lograr una anastomosis artificial.
Como efecto adicional, el kinesiotape favorece la cicatrización, ayuda a eliminar o reducir adherencias y facilita la circulación linfática a ambos lados de la cicatriz. También se utiliza con éxito para ayudar en la reabsorción de las equimosis. 
Esta técnica solo debe ser practicada por personal calificado.
Algunas contraindicaciones:
- No se debe aplicar en zonas recién irradiadas, recién intervenidas o que presenten heridas recientes.

- Está contraindicado cuando existe trombosis, ya que el aumento de la circulación sanguínea puede provocar que se libere un trombo.

- Hay que tener cuidado con las dermatitis, alergias o eczemas en la piel.

### Otros
Existen otros tratamientos que pueden utilizarse para el linfedema, entre ellos algunos de carácter farmacológicos.
Si bien hay muchas alternativas, hasta el momento los únicos que han demostrado cierta efectividad son la Benzopironas, aunque en ciertos grupos de pacientes resultan hepatotóxicos, razón por la cual han sido retiradas del mercado en numerosos países.
Los diuréticos deben evitarse, ya que utilizados a largo plazo producen efectos secundarios que pueden empeorar el cuadro. 
La presoterapia solo es útil si se usa como complemento del drenaje linfático. 
Las dietas son un complemento, pero solo cuando procuran evitar sobrepeso, evitando el consumo de grasas y el exceso de proteínas.

## Cuidados de un linfedema
1. Mantener el brazo o la pierna elevada por encima del nivel del corazón siempre que sea posible. Evitar movimientos circulares rápidos de brazos y piernas para que no se acumule sangre en la parte exterior de las extremidades.
2. Limpiar diariamente y aplicar cremas hidratantes sobre la piel del sector afectado.
3. Es clave evitar lesiones o infecciones en la zona afectada.